# Sint-Apolloniakapel (Roggel)
De Sint-Apolloniakapel is een kapel in Roggel in de Nederlandse gemeente Leudal. De kapel staat aan de straat Mortel waar de Kruissingel hierop uitkomt in het oosten van het dorp.
De kapel is gewijd aan de heilige Apollonia van Alexandrië.

## Gebouw
De bakstenen kapel staat op een rechthoekig grondplan en wordt gedekt door een verzonken zadeldak met leien. De frontgevel en achtergevel zijn een puntgevel met verbrede aanzet en schouderstukken en op de top van de frontgevel staat een stenen kruis. De frontgevel bevat de rondboogvormige toegang die wordt afgesloten met een timpaan met glas en een rechthoekige deur. Boven de toegang hangt op de gevel een bord met de tekst H. Apollonia b.v.o. (BVO = bid voor ons).
Van binnen is de kapel uitgevoerd in baksteen. Tegen de achterwand is een bakstenen altaar gemetseld met hierop het heiligenbeeld.